# Gudröd av Jorvik

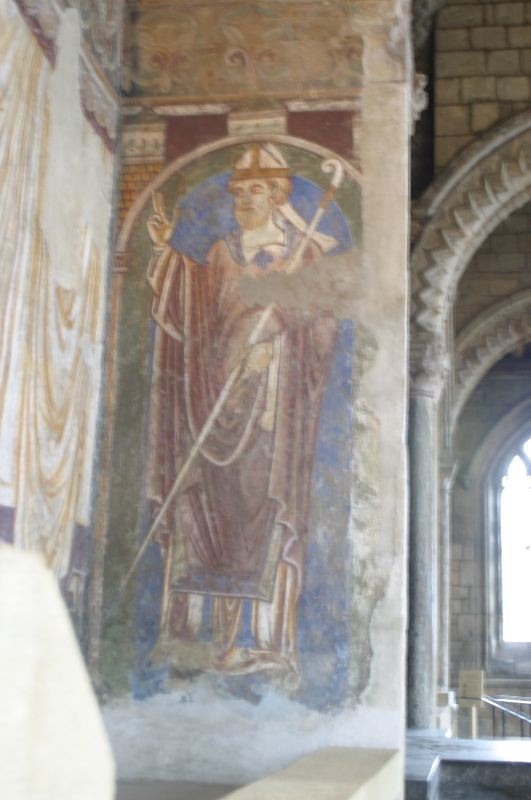
Sankt Cuthbert. Freskomålning i katedralen i Durham.

Gudröd av Jórvík (fvn Guðröðr), död 24 augusti 895, var den andre till namnet kände kungen över det skandinaviska York från 883 till sin död. Gudröd sägs ha varit en före detta slav som genom helgonet S:t Cuthberts ingripande upphöjdes till kung. Hans regering tycks ha varit lyckosam och han tros ha varit den kung som började myntprägling i Northumbria.